# تكهن جوي

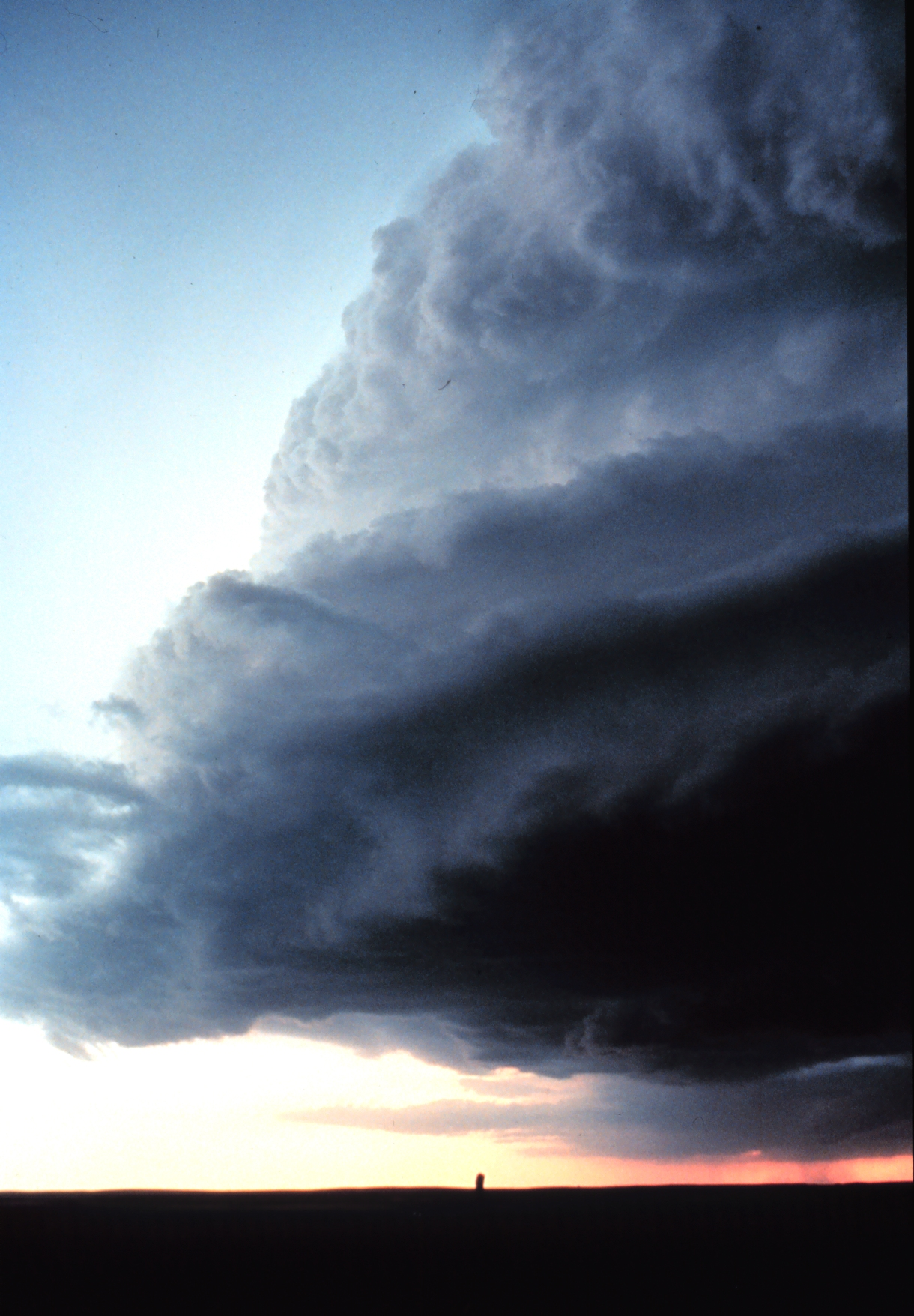
عاصفة رعدية وشيكة

التكهن الجوي (Aeromancy) (مشتق من المصطلح اليوناني aero، بمعنى «هواء»، وmanteia, بمعنى «التكهن») هو أحد أنواع التنجيم الذي يتم من خلالهِ تفسير الأحوال الجوية، ويرد هذا المصطلح بألفاظ بديلة من بينها Arologie وAeriology وAërology.

## الممارسة
يستخدم التكهن الجوي أشكال السحب والتيارات الهوائية والأحداث الكونية مثل المذنبات في محاولة للتنبؤ بالمستقبل. وبهذا، يوجد أنواع فرعية لهذه الممارسة يمكن سردها كما يلي: التكهن بالأحداث من مراقبة الرياح (أسترومانسي) والتكهن بالأحداث من مراقبة الرعد والبرق (سيرانسكوبي) والتكهن من خلال رؤية الهواء (كايومانسي) والتكهن من خلال النيازك والشهب (ميتورمانسي).

## معلومات تاريخية
يرجع تاريخ أول استخدام مسجل لمصطلح التكهن الجوي إلى عام 1973. وقد تم تعريف هذا المصطلح بأنه «ذلك القسم من أقسام العلوم الذي يتناول موضوع الجو», ولكن ليس من منظور التنجيم. ومع ذلك، فقد تم استخدام معانٍ متباينة لهذه الكلمة على مر التاريخ ويتواجد أقرب مثال على ذلك في الكتاب المقدس، وبرغم ذلك يُعتقد أنه تم استخدام هذه الممارسة بواسطة الكهنة البابليين القدماء.

## التأثير الثقافي
تم ذكر مصطلح التكهن الجوي في سفر التثنية 18 حيث تمت إدانة هذه الممارسة بواسطة النبي موسى. كذلك، أدان هذه الممارسة ألبيرتز ماغنوس في كتابه مرآة علم الفلك (Speculum Astronomiae) الذي يصف هذه الممارسة كأحد مشتقات النكرومانسية. علاوةً على ذلك، كشف لويس دي فالادوليد القيام بهذه الممارسة في عمله الصادر عام 1889 بعنوان Historia de vita et doctrina Alberti Magni.
وفي مجال السحر في عصر النهضة، تم تصنيف علم التكهن الجوي باعتباره واحدًا من «الفنون السبعة المحرمة» إلى جانب النكرومانسية والضرب بالرمال وكشف البخت بقراءة الماء وكشف البخت بقراءة النار وكشف البخت عن طريق خطوط اليد (قراءة الكف) وكشف البخت باستخدام عظام الكتف.

## في علم الأساطير
- تينيا، إله البرق عند الأتروريين
- أداد، إله الرعد والبرق والنبوءة عند البابليين
- آمون، إله الرياح والخصوبة والحياة والأسرار عند المصريين
- أديتي، آلهة السماء عند الهندوس
- آجني، إله الشمس والبرق والنار عند الهندوس
- ثور، إله الرعد عند الإسكندنافيين
- زيوس، إله السماء والرعد عند اليونانيين
- فايو، إله الرياح والجو عند الفارسيين